# Museum Slager
Museum Slager is een kunstmuseum in de Noord-Brabantse hoofdstad 's-Hertogenbosch, gewijd aan acht Bossche schilders uit drie generaties van één familie, de familie Slager. Achter de statige gevels van Museum Slager treft de bezoeker een collectie schilderijen, tekeningen, etsen, aquarellen en voorwerpen afkomstig van deze schildersfamilie. Het museum is gevestigd aan de Choorstraat 8.

## Familie Slager
De grondlegger van het schildersgeslacht Slager was Piet Slager sr.. Zijn vier kinderen Piet Slager jr., Frans, Jeannette en Corry traden in zijn voetsporen. Zowel Piet als Frans trouwden met een kunstenares, Piet met Suze Velsen, Frans met Marie van Gilse. Kleinzoon Tom Slager vertegenwoordigt de derde generatie. Met Tom, die geen kinderen heeft gekregen, is de mannelijke lijn van de familie Slager uitgestorven.
Deze familie nam vroeger een belangrijke plaats in het Bossche culturele leven in. Zo was ze jarenlang betrokken bij de toenmalige Koninklijke School voor Nuttige en Beeldende Kunsten. De schilders in de familie Slager hebben op hun beurt een groot aantal leerlingen geïnspireerd en het vak geleerd.

## Collectie
De drie opeenvolgende generaties van de familie Slager overbruggen de tijd van de neorenaissance tot het postimpressionisme. Hun werken dateren van 1861 tot 1994, de onderwerpen variëren van stadsgezichten van het oude 's-Hertogenbosch, dorpsgezichten en landschappen van Brabant, de Belgische Kempen en Zuid-Europa tot stillevens, bloemen en portretten.
Veel van het werk van de familie is in bezit van particulieren in binnen- en buitenland. Maar ook veel overheden en andere musea tonen werken. Sinds 1968 beheert de Stichting P.M. Slager de collectie. Wat begon met de erfenis van Suze Bergé-Slager, dochter van Piet Slager en Suze Velsen, is circa vijftig jaar later uitgegroeid tot een museum waarvan de collectie zich in de loop der jaren enorm heeft uitgebreid. Die collectie omvat niet alleen werken van de familie Slager, maar ook van andere schilders, zoals Pieter de Josselin de Jong en Herman Moerkerk.
Naast de expositie van werken uit de eigen collectie biedt Museum Slager wisseltentoonstellingen van andere kunstenaars. In het museum staan ook meubels en voorwerpen uit de verschillende periodes. Hierdoor krijgt de bezoeker een goede indruk van het leven, wonen en werken in de 19e en 20e eeuw.

## Geschiedenis
Museum Slager bevindt zich op loopafstand van de Sint-Jan, achter de historische gevels aan de Choorstraat 8, 10 en 16. Het museum werd geopend in 1976 door Suze Bergé-Slager en Hein Bergé, nadat zij hiervoor al op 25 oktober 1968 de Stichting P.M. Slager in het leven geroepen hadden. De stichting beoogt het werk van de acht schilderende familieleden toegankelijk te maken voor het publiek.
Het gebouw, dat in 1975 voor het museum werd aangekocht, was oorspronkelijk van de Maatschappij van Brandverzekering voor het Koninkrijk der Nederlanden, zoals een gevelsteen nog aantoont. Vanaf 1936 heeft het ruime benedenhuis de 'Openbare Leeszaal en Boekerij op R.K. Grondslag' (een bibliotheek) gehuisvest. Ter gelegenheid van de opening van die leeszaal werd een eretentoonstelling met 31 werken van P.M. Slager georganiseerd. Het zou de eerste van vele exposities zijn van voornamelijk Bossche kunstenaars. Na ruim 35 jaar vertrok de bibliotheek uit het voormalige verzekeringspand, zodat de benedenruimte leeg kwam te staan.
In het woonhuis boven de bibliotheek woonden inmiddels sinds 1959 de heer en mevrouw Bergé-Slager. Dit woonhuis was langzamerhand in een museum veranderd: overal hingen schilderijen van leden van de schildersfamilie Slager. Zij besloten om de benedenverdieping in te richten als een volwaardig museum, gewijd aan de schilderende leden van de familie, waaraan het museum zijn naam ontleent, en eveneens aan tijdgenoten en leerlingen van deze schilders.
Na een grondige verbouwing opende Museum Slager op 23 april 1976 (de 100e geboortedag van Frans Slager) zijn deuren. In 1978 kocht Hein Bergé ook de belendende panden, waar de familie Simons (moeder en zonen) gewoond had en het cafeetje 'de Vierkante Meter' (het kleinste cafeetje van Den Bosch, zonder zitplaatsen) en een kruidenierswinkeltje dreven. Op 26 november 1987 werd deze historisch zo curieuze uitbreiding van het museum geopend. De laatste grote verbouwing en renovatie van het museum dateert van 2010.
De schilderende leden van de familie Slager hebben overigens nooit in dit museumpand gewoond.